# Circonvallazioni di Milano

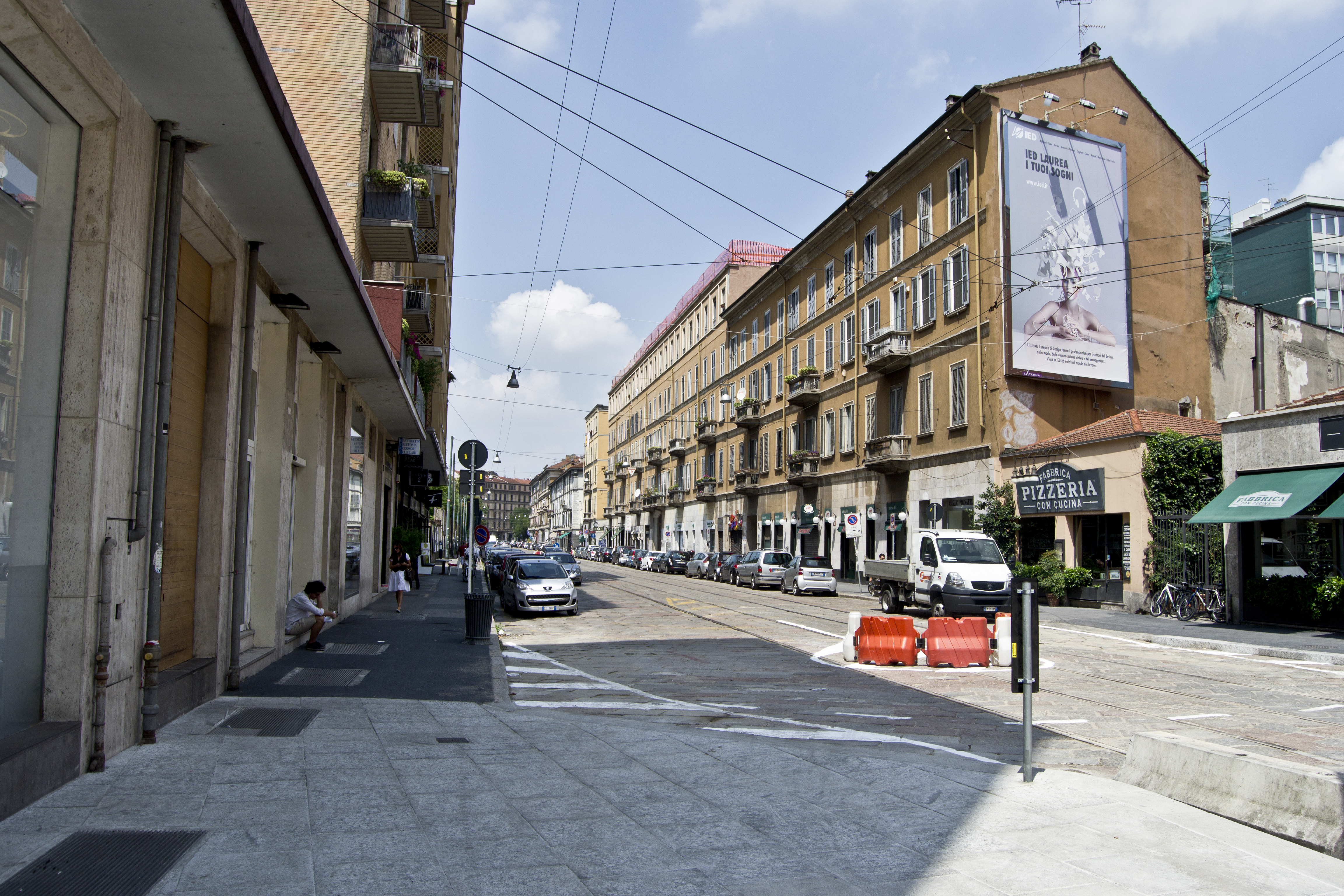
Viale Pasubio, strada di Milano lungo la circonvallazione interna

Il sistema delle circonvallazioni di Milano è costituito da tre anelli viari concentrici che ruotano intorno al centro storico della città. 
Sebbene tale appellativo sia usato comunemente dai milanesi per definire le tre circonvallazioni viarie della città, nessuna via di Milano è chiamata in questo modo: le circonvallazioni di Milano sono l'unione logica di più strade di collegamento, ognuna delle quali ha un nome specifico. 
Nelle carte di inizio XX secolo la sola circonvallazione delle mura spagnole (la circonvallazione interna) è descritta come Strada di Circonvallazione, nel senso di "strada che circonda il vallo", ovvero che cinge le mura difensive della città. Poi a ogni singolo troncone è stato assegnato un nome specifico che non richiama il termine "circonvallazione". 
Le altre circonvallazioni viarie di Milano sono la circonvallazione della Cerchia dei Navigli, che è quella più interna e che corrisponde al tracciato delle mura medievali della città, e la circonvallazione esterna, concepita dal Piano Beruto (1884), primo piano regolatore di Milano, che è stata realizzata a partire dalla fine del XIX secolo oltre le mura spagnole nella zona di espansione urbanistica della città.
Inoltre esiste una quarta circonvallazione che corrisponde al sistema delle tangenziali di Milano, le Tangenziali Nord, Est e Ovest. 

## Cerchia dei Navigli

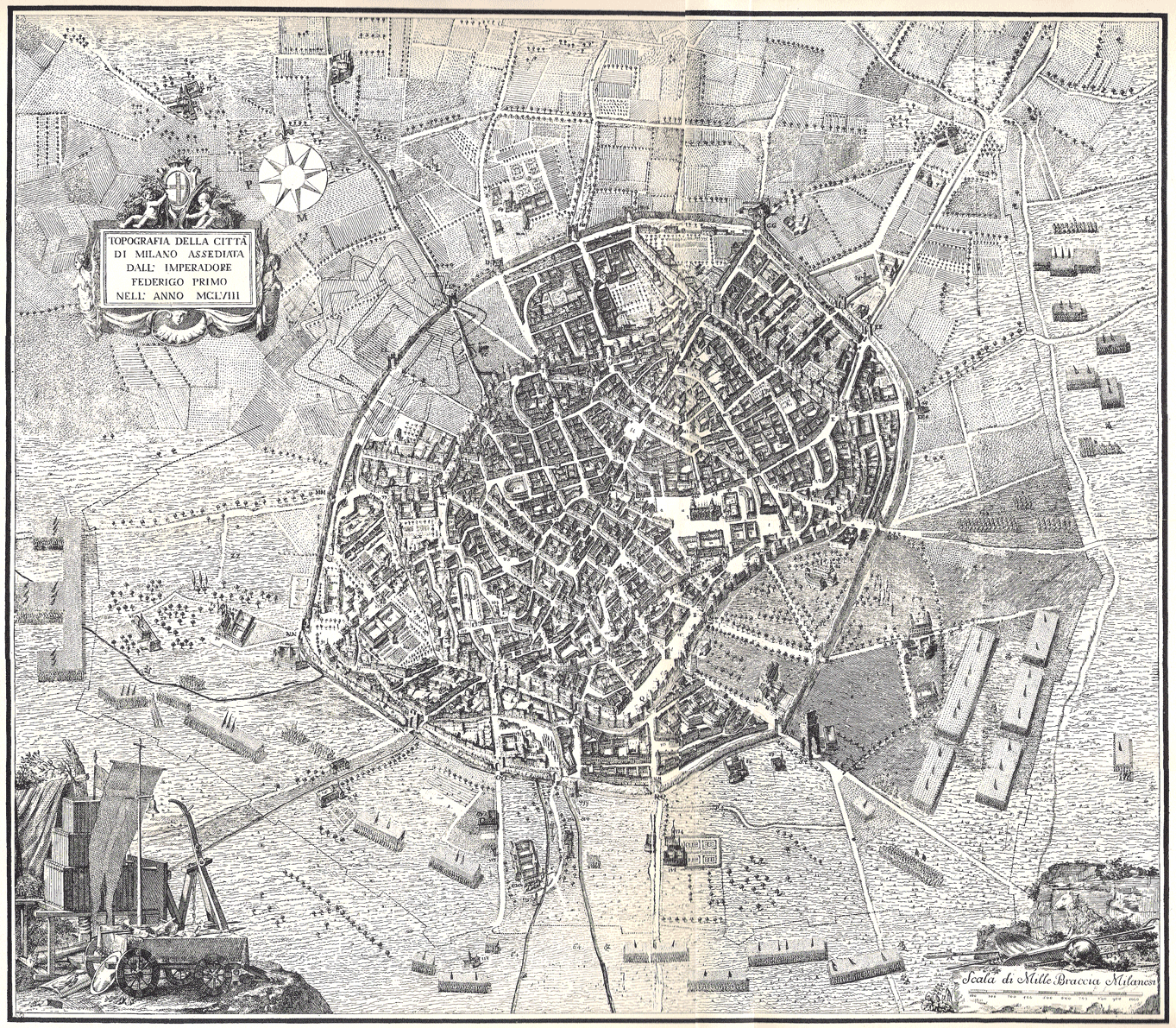
Mappa di Milano del 1158 con indicate le mura e le porte medievali della città

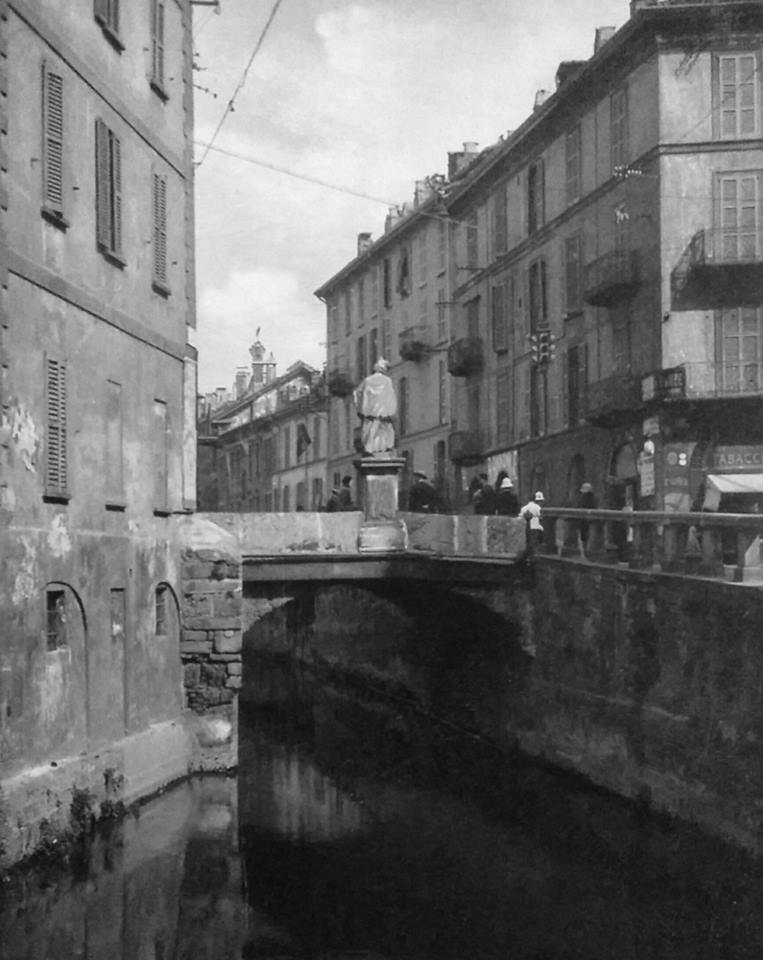
La Cerchia dei Navigli in via Santa Sofia e il ponte di corso di Porta Romana con la statua di San Giovanni Nepomuceno in un'immagine della fine degli anni venti del XX secolo quando erano ancora attivi i canali navigabili

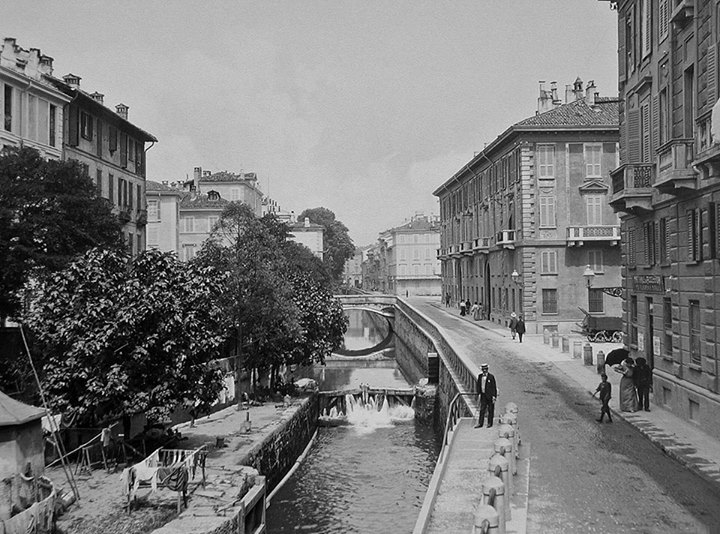
La Cerchia dei Navigli in via Senato, in una fotografia di inizio XX secolo

La Cerchia dei Navigli racchiude l'area della città medioevale. Tra il 1156 e il 1158, a difesa dagli attacchi dell'imperatore del Sacro Romano Impero Federico Barbarossa, a Milano fu costruito un fossato difensivo allagabile e, con la terra di riporto, una cinta di bastioni, la cui localizzazione coincide con le vie della Cerchia dei Navigli.
Furono Gian Galeazzo Visconti e poi Filippo Maria Visconti, a partire 1387, a rendere il fossato navigabile fino al laghetto di Santo Stefano con l'obiettivo di far giungere da quella via i marmi e i materiali indispensabili alla Fabbrica del Duomo per costruire la cattedrale milanese. Fu infine Francesco Sforza nel 1496 a completare l'allacciamento navigabile con il Naviglio della Martesana attraverso il laghetto di San Marco e la Conca delle Gabelle, che vennero entrambi realizzati nel 1469, quindi contestualmente al completamento della parte navigabile dell'ex-fossato (per quest'opera furono fondamentali le innovazioni introdotte da Leonardo da Vinci).
L'anello d'acqua che giunse a circondare la città medievale fu chiamato Cerchia dei Navigli. Esistevano poi due bracci secondari, mai resi navigabili, che congiungevano la Cerchia dei Navigli al fossato del Castello Sforzesco completando l'anello d'acqua intorno alla città: uno scendeva dal vertice settentrionale della fortificazione da via Pontaccio, dopo la quale si ricongiungeva al fossato navigabile, mentre l'altro, il cosiddetto "ramo Vercellino", usciva dal suo vertice meridionale e percorreva via Carducci, al termine della quale si ricongiungeva al fossato navigabile.
La Cerchia dei Navigli è stata completamente interrata in ottemperanza al Piano Beruto, primo piano regolatore di Milano, a partire dal 16 marzo 1929 con i lavori che si sono conclusi nell'anno successivo. Con la loro scomparsa si creò un anello di strade che ne prese il posto e il nome: la "Cerchia dei Navigli" stradale.  
L'area di Milano all'interno della Cerchia dei Navigli è di 2,97 km².
Le vie di Milano che delimitano la Cerchia dei Navigli sono: 
- via Giosuè Carducci
- via Edmondo De Amicis
- via Molino delle Armi
- via Santa Sofia
- via Francesco Sforza
- via Uberto Visconti di Modrone
- via San Damiano
- via Senato
- via Fatebenefratelli
- via Pontaccio
- via Tivoli
- piazza Castello

Su questo percorso, con un modesto allargamento per via della Moscova, dal secondo dopoguerra al 1979, ha prestato servizio la linea filoviaria 96-97 (prima indicata come circolare sinistra e circolare destra). In quell'anno fu sostituita da un'autolinea, che in seguito prese il numero 94: su un percorso quasi identico, ha due capolinea, in piazzale Cadorna e ai Bastioni di Porta Volta.

## Circonvallazione interna

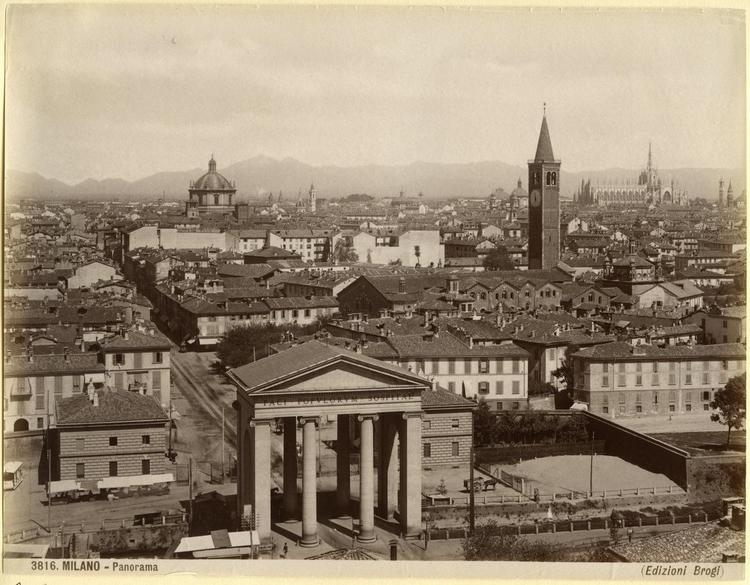
Antica veduta di Porta Ticinese (metà del XIX secolo), situata lungo la circonvallazione interna. Il corso d'acqua che si vede sottopassare la porta è il Cavo Ticinello, non ancora coperto, che esce dalla Darsena di Porta Ticinese dirigendosi a est

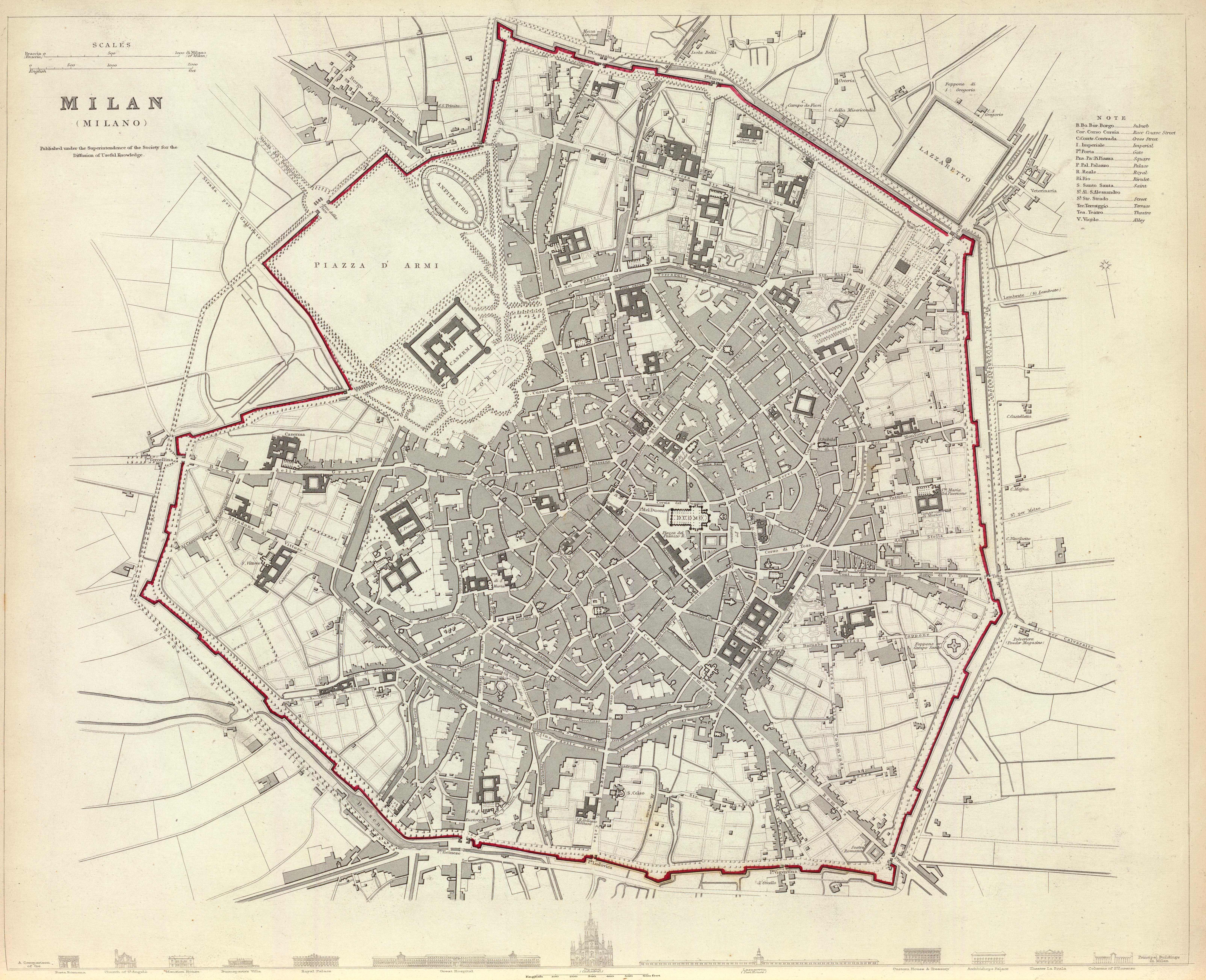
Una mappa di Milano del 1832. In rosso sono segnate le mura spagnole

Le mura spagnole di Milano verso Porta Volta in una foto risalente all'inizio del XX secolo

Detta anche "Cerchia dei Bastioni" o "Cerchia delle mura spagnole", la circonvallazione interna è costituita da due viali paralleli e molto vicini che ricalcano il tracciato della mura spagnole di Milano (i cosiddetti "Bastioni"), erette dagli spagnoli nel 1560 e demolite tra la fine XIX secolo e l'inizio del XX secolo in ottemperanza al Piano Beruto, primo piano regolatore di Milano. La prima serie di viali corre internamente al tracciato delle mura spagnole, mentre l'altra serie di viali ne percorrono il tracciato esternamente. 
La serie di viali che corrono esternamente al tracciato delle antiche mura spagnole e che costituisce la circonvallazione vera e propria (nel senso stretto di "strada che circonda il vallo", ovvero che cinge le mura difensive della città), è percorsa dalle linee tranviarie 9 e 10. Tale sequenza di strade, che ancora nelle carte geografiche di inizio Novecento risultava col nome di Strada di Circonvallazione, venne ribattezzata nel primo dopoguerra con nomi geografici legati a battaglie della prima guerra mondiale. Sul suo percorso, per lunghi tratti in sede protetta, ha trovato sede una linea tranviaria circolare (le linee 29 - 30) che venne chiamata "circonvallazione tranviaria".
I viali che corrono sul lato interno delle antiche mura spagnole corrispondono invece ai Bastioni propriamente detti, strade alberate che correvano al di sopra del terrapieno delle mura (dal lato interno), che fu abbattuto, come già accennato, con l'attuazione del Piano Beruto.
Nell'intento di Cesare Beruto tali strade dovevano essere circondate da parchi con l'obiettivo costituire un anello verde per la città, ma in sede di approvazione del Piano questi furono sacrificati per realizzare costruzioni residenziali.
Se quasi tutti i terrapieni della mura spagnole sono stati demoliti (sono sopravvissuti solamente i Bastioni di Porta Venezia lungo viale Vittorio Veneto), il nome "Bastioni" resiste nella toponomastica di alcuni viali, soprattutto nella parte nord della circonvallazione.
L'area di Milano delimitata dalla Cerchia dei Bastioni è di 9,67 km². Tale zona coincide (escluso il lato occidentale) con l'attuale Municipio 1 della città. Le vie che segnano il doppio anello della cerchia dei Bastioni sono:
| Vie dei Bastioni          | Vie della circonvallazione        |
| ------------------------- | --------------------------------- |
| Viale di Porta Vercellina | Viale San Michele del Carso       |
| Viale Papiniano           | Viale Coni Zugna                  |
| Viale Gabriele d'Annunzio | Viale Gorizia                     |
| Viale Gian Galeazzo       | Viale Col di Lana                 |
| Viale Beatrice d'Este     | Viale Bligny                      |
| Viale Angelo Filippetti   | Viale Sabotino                    |
| Viale Emilio Caldara      | Viale Monte Nero                  |
| Viale Regina Margherita   | proseguimento di viale Monte Nero |
| Viale Bianca Maria        | Viale Premuda                     |
| Viale Luigi Majno         | Viale Piave                       |
| Bastioni di Porta Venezia | Viale Vittorio Veneto             |
| Viale Monte Santo         | Viale Monte Santo                 |
| Bastioni di Porta Nuova   | Viale Monte Grappa                |
| Viale Francesco Crispi    | Viale Pasubio                     |
| Bastioni di Porta Volta   | Via Montello                      |

Topografia di Milano nel 1704: si vede come la posizione del Castello Sforzesco (tangente alla Cerchia dei Navigli, che è rappresentata dall'anello che attraversa il centro abitato, e a cuspide sul cerchio - più esterno - delle mura spagnole), condizioni la planimetria della parte nordoccidentale della città, rendendola asimmetrica

I Bastioni da Porta Volta raggiungevano il luogo dove oggi sorge l'Arena Civica, piegavano a ovest e poi a nordovest seguendo per tre lati (nordest, nordovest e sudest) il perimetro della piazza d'armi e tornavano al Castello Sforzesco, che lasciavano alle spalle, correndo a ovest fino a Porta Vercellina medievale, chiudendo così il percorso. Naturalmente, nell'area che comprendeva il Castello e la piazza d'armi, non sorgeva null'altro ed è così che tutte le piante di Milano, dalla metà del XVI secolo alla fine del XIX secolo, si presentano come una torta cui sia stata sottratta una sostanziosa fetta in alto a sinistra.
È una parte di città che, anche dopo lo spostamento della piazza d'armi, ebbe bisogno di anni per trovare la sua definitiva fisionomia (Parco Sempione, restauro del Castello nelle attuali forme, con la costruzione dell'omonima piazza e di Foro Bonaparte, la cancellazione della diramazione ferroviaria da Porta Genova al "bivio Musocco" e la realizzazione della stazione di Milano Porta Sempione, che venne poi dismessa nel 1931); così anche i viali dei Bastioni si interruppero, così come quelli della parallela circonvallazione.
Non altrettanto fece la linea tranviaria che li percorreva e che proseguì il suo tracciato per via Ceresio, piazzale del Cimitero Monumentale, via Giulio Cesare Procaccini, un tratto di corso Sempione, Arco della Pace, via Mario Pagano, largo Quinto Alpini, via Ludovico Ariosto, completando l'anello in piazzale Francesco Baracca. Del resto, allargava solo di poco (da Porta Volta all'Arco della Pace) il tracciato della circonvallazione gestita dalla Società Anonima degli Omnibus, a partire dal 1896 con tram a cavalli, che era lunga 11,411 metri. Dopo l'elettrificazione e la municipalizzazione dei servizi pubblici, la linea prese nel 1910 il numero 29-30 (il 30, all'interno, correva in senso orario, mentre il 29, all'esterno, correva in senso antiorario).

## Circonvallazione esterna

Viale Tibaldi a Milano, che fa parte della circonvallazione esterna della città, negli anni cinquanta del XX secolo

L'Olona in via Carlo Troya, lungo la circonvallazione esterna, prima della copertura

La circonvallazione esterna coincide con un anello viario fissato nel 1884 dal primo piano regolatore di Milano (il Piano Beruto), che fino alla fine della seconda guerra mondiale ha grosso modo delimitato l'estensione urbana massima della città. In parte la circonvallazione esterna è solcata dal fiume Olona, che scorre nella sua parte ovest sotto il manto stradale. Il tratto dell'Olona lungo la circonvallazione esterna è stato coperto tra il 1950 ed il 1970.
Le vie della circonvallazione esterna, partendo da Piazzale Loreto, sono:
- viale Abruzzi[5]
- viale dei Mille
- viale Piceno
- viale Umbria
- viale Isonzo
- viale Toscana
- viale Domenico Tibaldi
- viale Cassala
- viale Carlo Troya
- viale Misurata
- viale Ergisto Bezzi
- viale Daniele Ranzoni
- viale Bartolomé Esteban Murillo
- viale Giovanni Migliara
- viale Enrico Elia
- viale Renato Serra
- viale Monte Ceneri
- cavalcavia Adriano Bacula
- viale Luigi Bodio
- viale Edoardo Jenner
- viale Marche
- viale Lunigiana
- viale Brianza

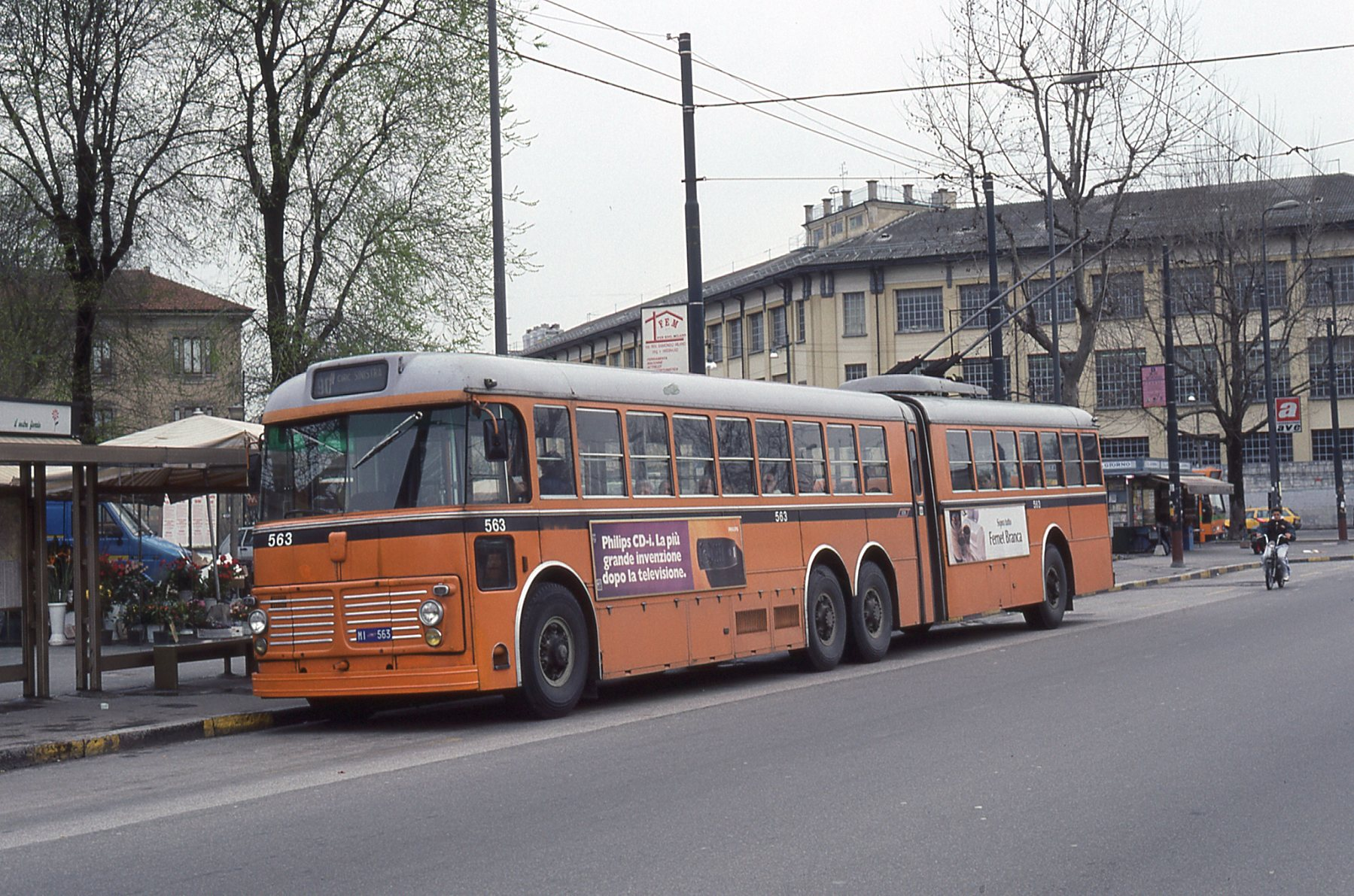
Una filovia a quattro assi in servizio a Milano nel 1993 in piazzale Lotto, che si trova lungo la circonvallazione esterna

È nota anche con l'appellativo di circonvallazione filoviaria o circovallazione della 90/91, perché è percorsa, con alcune variazioni, dalle linee filoviarie 90-91-92 che transitano nei due sensi dell'anello, con capilinea in piazzale Lotto (tra i viali Elia e Migliara) e in via Isonzo (piazzale Lodi). Inaugurata alla fine degli anni trenta del XX secolo come CE (circolare esterna) è rientrata in servizio sull'intero percorso alla soglia degli anni cinquanta. È sempre stata servita da mezzi articolati di grande capacità e oggi fruisce di un percorso protetto che corre, con l'esclusione di brevi tratti, in sede propria.
Nello slang moderno è indicata con il nome di Circonvalla. 

## La forma circolare

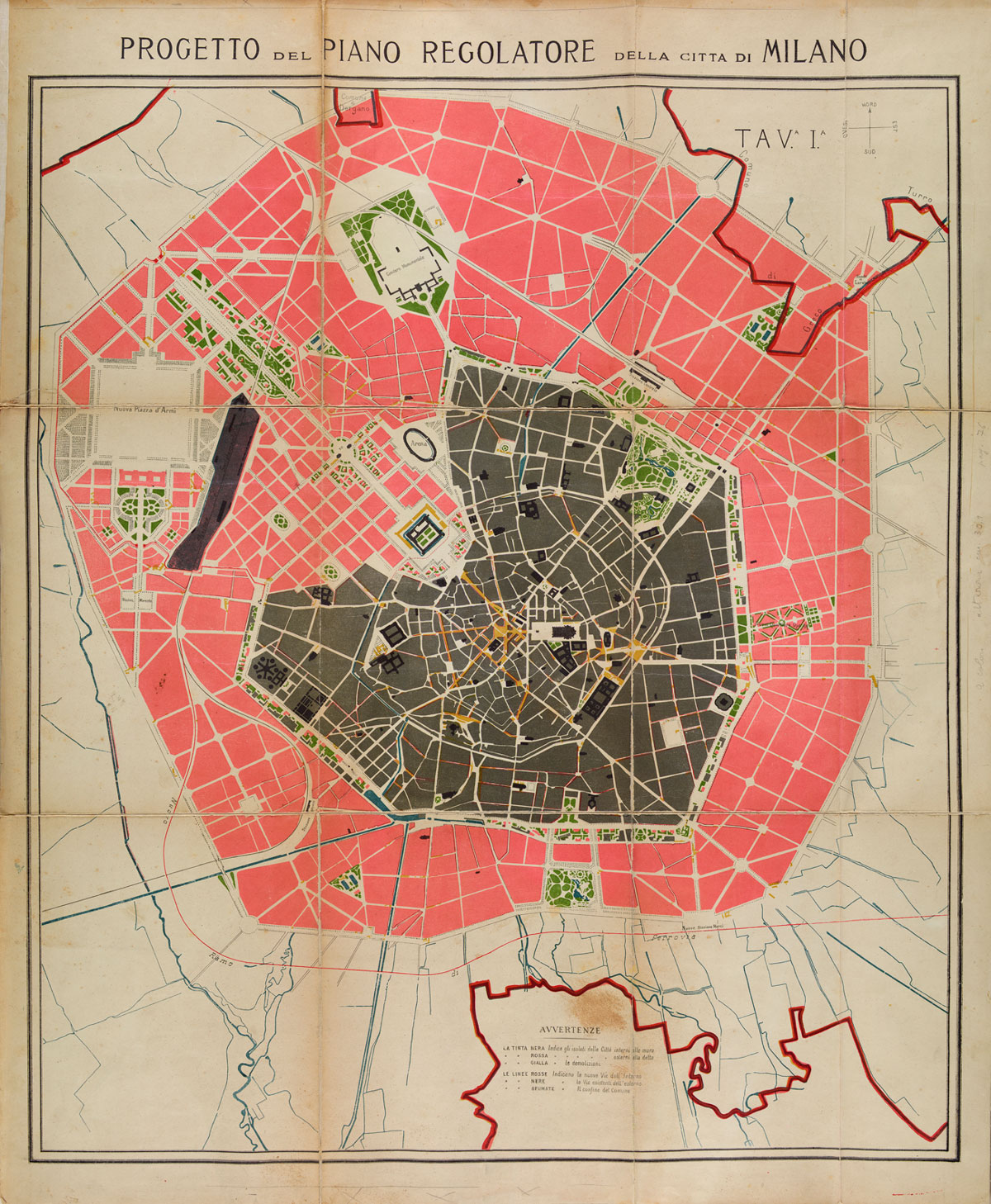
Il Piano Beruto, primo piano regolatore di Milano, che ha previsto lo sviluppo urbanistico della città (segnato in rosso) oltre la Cerchia dei Navigli e le mura spagnole

La peculiarità degli anelli viari milanesi è quella di essere grossolanamente circonferenziali. Tale caratteristica colpì già Bonvesin de la Riva nel XIII secolo, che naturalmente poteva riferirsi alla sola Cerchia dei Navigli:
(Bonvesin de la Riva, De Magnalibus Mediolani, Milano, 1288 - Pontiggia, ed. Bompiani 1974.)
Perseguì questa logica monocentrica Cesare Beruto, che ha immaginato la ristrutturazione della città non considerando le realtà del momento (per esempio la presenza delle baraccopoli nei Corpi Santi), né i tempi di attuazione, ma piegando le necessità urbanistiche e architettoniche di Milano a una struttura a cipolla, costituita da strade radiali e strade concentriche. A tal proposito Beruto scriveva:
(Cesare Beruto, in G. De Finetti, 1969, p. 197.)